# Dreyen
Dreyen ist ein etwa 1300 Einwohner zählender Stadtteil der ostwestfälischen Stadt Enger.

## Geschichte
Erstmals urkundlich erwähnt wurde der heutige Stadtteil am 10. März 1151. In einer Heberolle der Abtei Herford wird der Ort „Treine“ genannt. Vom Mittelalter bis zur Franzosenzeit gehörte die Bauerschaft Dreyen zur Vogtei Enger im Amt Sparrenberg der Grafschaft Ravensberg. 
Von 1807 bis 1813 gehörte Dreyen zum Kanton Enger, der von 1807 bis 1810 zum Königreich Westphalen und von 1811 bis 1813 zum Kaiserreich Frankreich gehörte. 1816 kam die Bauerschaft zum Kreis Bünde in der preußischen Provinz Westfalen, der 1832 im Kreis Herford aufging. Im Kreis Herford gehörte die Gemeinde Dreyen zum Amt Enger. Am 1. Januar 1969 wurde Dreyen durch das Gesetz zur Neugliederung des Landkreises Herford und der kreisfreien Stadt Herford nach Enger eingemeindet.

## Sehenswürdigkeiten

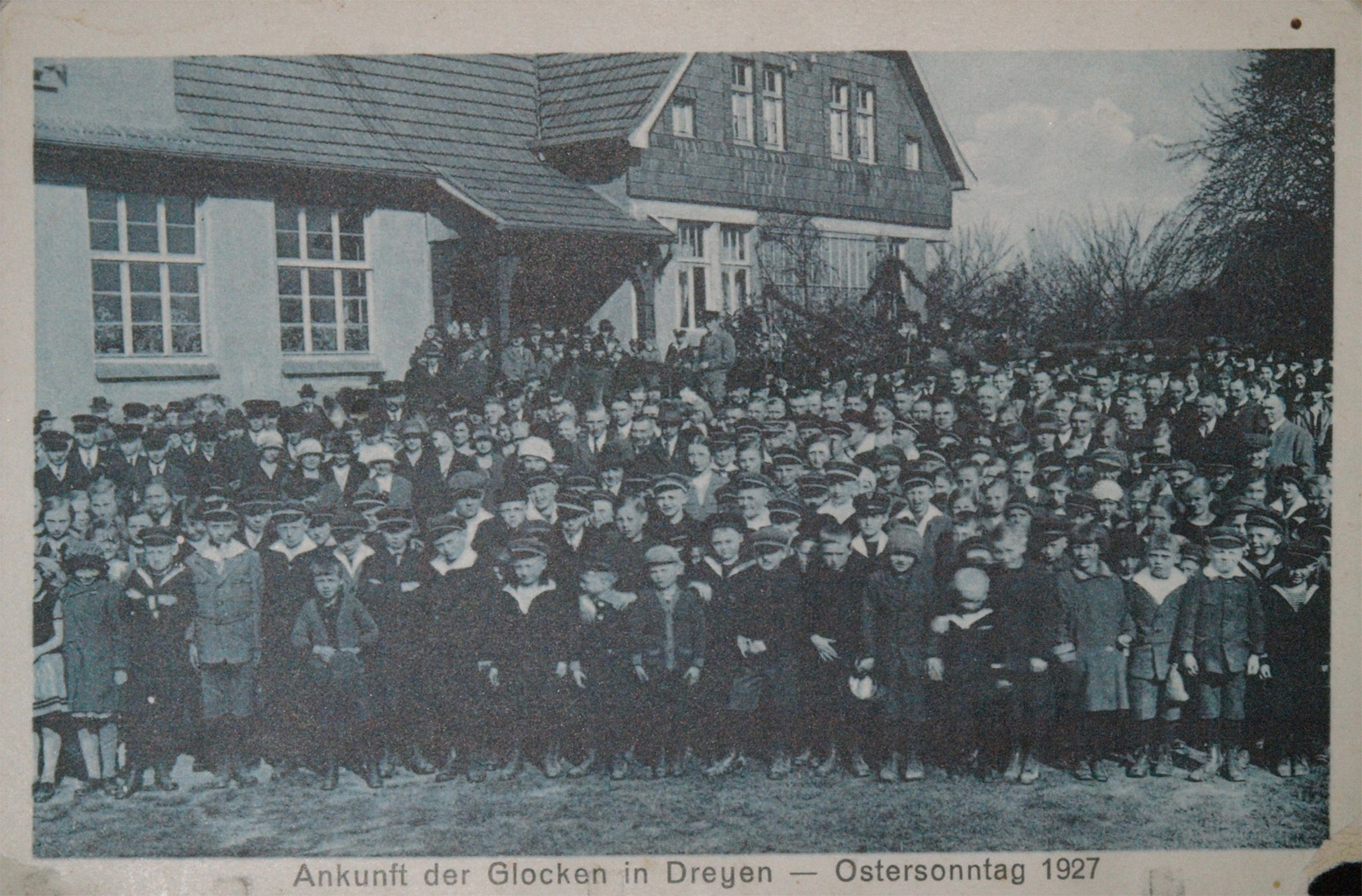
Scan einer Postkarte. Ankunft der Glocken 1927 in Dreyen vor der alten Schule, heutiger Kindergarten

### Glockenturm (historisch)
Ein markanter Glockenturm wurde im Jahr 1927 errichtet und steht nahe dem Friedhof.

### Landhaus
Ein markantes historisches Gebäude nahe dem Dreyer Eck ist ein altes Landhaus aus dem Jahr 1881. Eine Inschrift über dem Torbogen weist auf seine Erbauer – eine Familie Oberhaus – hin. Typisch für diese Art von Bauten ist die Einfriedung des Gebäudes mit seiner Toreinfahrt, die durch zwei Säulen begrenzt wird. Heute befindet sich dort ein psychologisches Zentrum.

### Findlingskonglomerat
Eine Gruppe aus sieben Findlingen markiert ein Besitztum an der Straße Zur Schmiede. Die Aufschrift lautet „Sonntag 185“.
Nachdem der Besitz im Jahr 2019 neue Eigentümer bekommen hatte und die ehemaligen Besitzer aus Dreyen weggezogen waren, wurde der Stein mit der Inschrift entfernt.

### Windmühle (historisch)

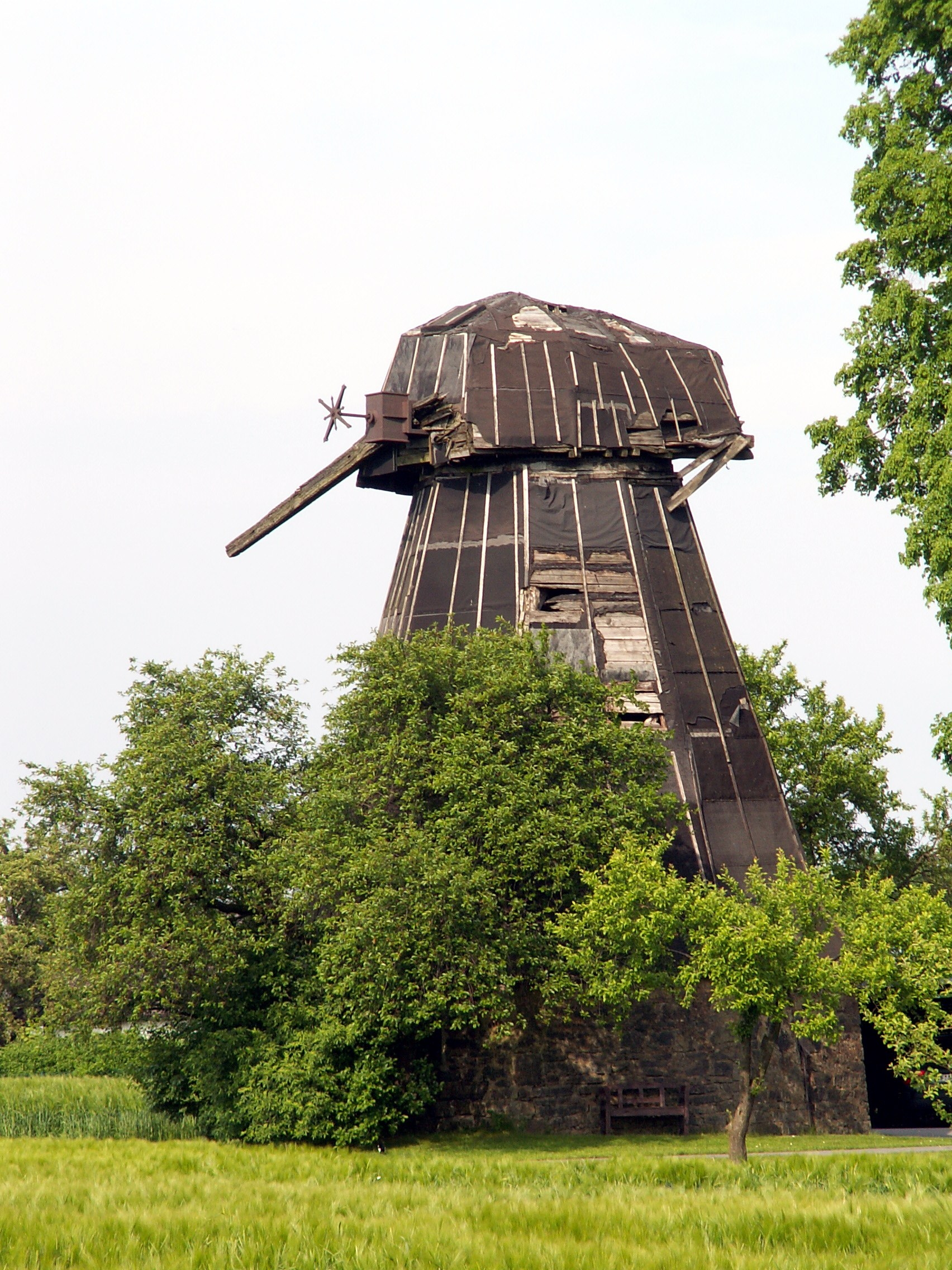
Ehemalige Windmühle an der Meller Straße

Dreyen hatte bis 2015 eine Windmühle an der Meller Straße (Hausnummer 229), die 1988 unter der Nummer 40 in die Denkmalliste der Stadt Enger aufgenommen wurde. Im September 2015 wurde die Mühle abgerissen.
Die Mühle war eine Kornmühle und wurde 1847 errichtet. Lange Zeit war sie im Besitz der Familie Schürmann. Die Mühle war eine achteckige Erdholländer-Mühle.

## Öffentliche Einrichtungen

### Friedhof
Der Friedhof in Dreyen fällt vor allem durch seine Eingangspforte auf. Er ist mit dem Spruch aus dem Johannes-Evangelium „Ich lebe und Ihr sollt auch leben“ überschrieben. Der Friedhof ist parkähnlich angelegt. Neben der Friedhofskapelle steht das Kriegerdenkmal für die Gefallenen des Ersten Weltkrieges, das nach einem Entwurf des Bildhauers Ernst Paul Hinckeldey geschaffen wurde.

### Löschzug Dreyen der Feuerwehr Enger

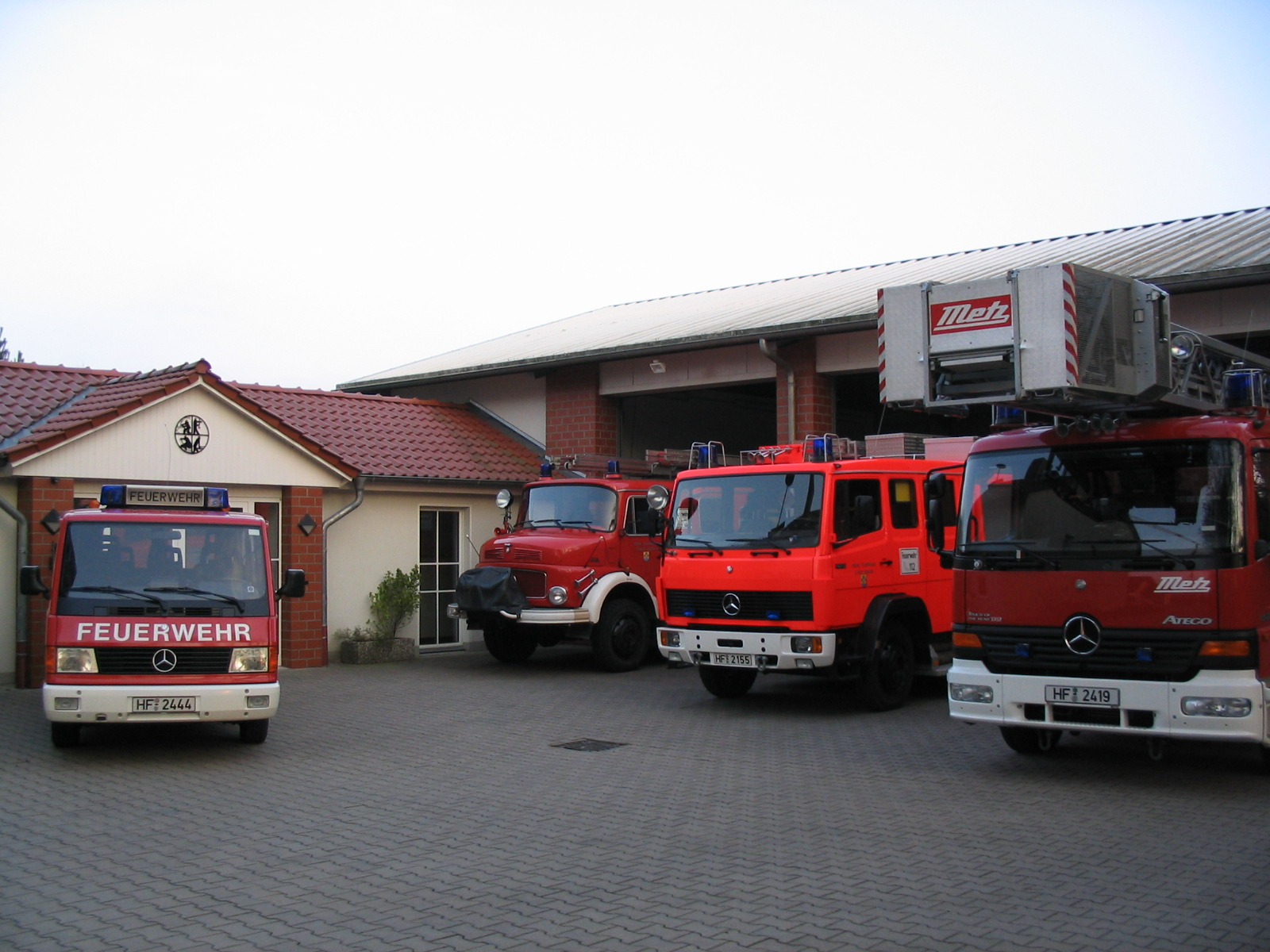
Feuerwehr Dreyen, Feuerwehrhaus und Fahrzeuge – März 2004

Die Freiwillige Feuerwehr Dreyen wurde am 26. September 1906 von 20 Männern in der Gaststätte „Hermann Paust“ gegründet. Erster Hauptmann wurde Franz Niederhaus. Das erste Feuerwehrhaus am Dreyer Eck wurde 1960 aufgegeben, in der Straße „Zur Schmiede“ wurde ein neues Feuerwehrhaus errichtet. Dieses wurde um das Jahr 1998 noch einmal erweitert. Der Löschzug besteht insgesamt aus vier Fahrzeugen: ein HLF20, ein TLF16/25, eine DLK 23 und ein MTF. Der Löschzug hat ca. 25 Mitglieder aktiv in der Einsatzabteilung. Die in Dreyen stationierte Drehleiter ist aufgrund eines Kooperationsvertrages der beiden Städte Enger und Spenge angeschafft worden.

### Kindertagesstätte
In Dreyen befindet sich eine Kindertagesstätte der Arbeiterwohlfahrt (AWO). Die Kinder sind in drei Gruppen aufgeteilt, die sich Sonne, Mond und Sterne nennen.

## Sport
In Dreyen ist die Turn- und Sportvereinigung Rot-Weiß Dreyen 1913 e. V. beheimatet. Sie wurde im Jahr 1913 gegründet. In der Saison 2009/2010 waren beim Verein insgesamt zehn Fußballmannschaften gemeldet. Dazu zählen drei Herren-, eine Damen-, eine A-Junioren-, eine B-Junioren, eine B-Juniorinnen-, eine E-Junioren-, eine F-Junioren und eine Altherren-Mannschaft. Der Verein hat über 300 Mitglieder.
Auf dem Gebiet des Stadtteils liegt eine Sportanlage.
Jedes Jahr zu Pfingsten wird das Sportfest gefeiert.

## Freizeit

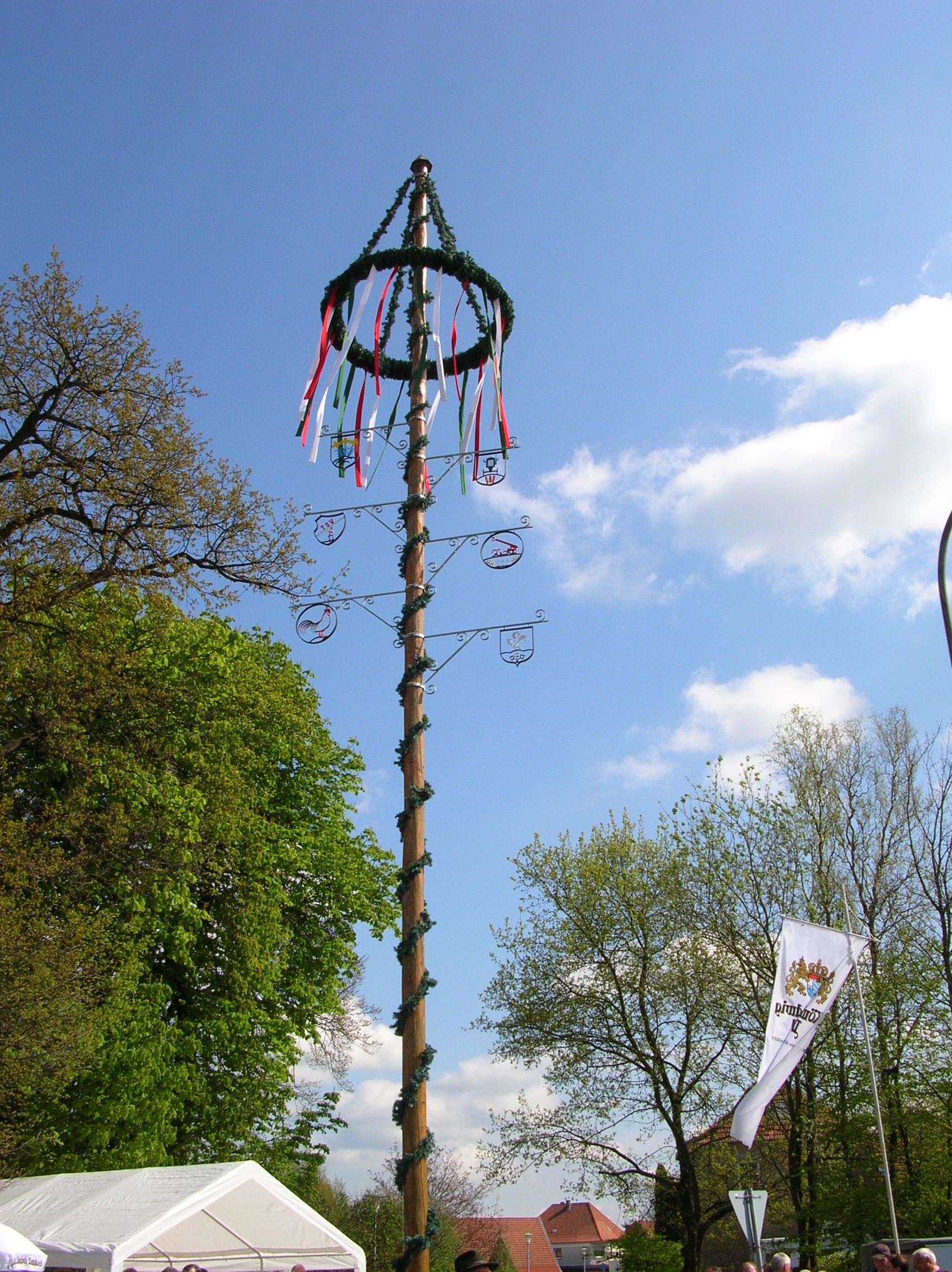
Maibaum 2008 in Dreyen an der Dreschstraße

### Kinderspielplatz
Der Kinderspielplatz befindet sich an der Gartenstraße und ist unter anderem mit einer Tischtennisplatte, einem Sandkasten und einer Wippe ausgestattet. Er liegt in unmittelbarer Nähe des Sportplatzes.

### Alttraktoren- und Landmaschinenfreunde Dreyen e.V.
Jedes zweite (ungerade) Jahr Anfang September veranstalten die Alttraktoren- und Landmaschinenfreunde Dreyen ein Dreschfest in Dreyen. Das Fest geht über zwei Tage und erfreut sich auch überregional großer Beliebtheit. Es findet seit mehreren Jahren an der Dreschstraße rund um die Brückenwaage in Dreyen statt.
Außer 2010 stellen die Alttraktorenfreunde den Maibaum traditionell am 1. Mai in Dreyen auf. Ebenfalls an der Dreschstraße treffen sich die Dreyener Vereine sowie die Feuerwehr und auch der Bürgermeister jedes Jahr zu dieser Veranstaltung. Am Maibaum findet man Wappen aller Dreyener Vereine und der Feuerwehr, außerdem ein historisches Wappen von Enger. Im Winter wird an dieser Stelle ein Weihnachtsbaum mit einer Lichterkette aufgestellt, während sich der Maibaum im Winterquartier befindet.

### Schützenverein Dreyen e.V.
Am 27. April 1958 fand im Heidekrug unter der Leitung des Gastwirtes Karl Tiemann die Gründungsversammlung des Schützenvereins Dreyen e. V. statt. Im August 2008 feierte der Schützenverein sein 50-jähriges Jubiläum. Der Verein verfügt über ein Vereinsheim an der Gartenstraße – zwischen dem Sport- und dem Spielplatz in Dreyen. Im Schießsport gibt es neben der Herrenabteilung eine Jugend- und Frauenabteilung. Die Mitglieder des Vereins nehmen regelmäßig an verschiedenen Meisterschaften teil. Im Herbst jedes Jahres veranstaltet der Schützenverein ein Pokalschießen für die örtlichen Vereine in Dreyen.

## Unternehmen
In Dreyen gibt es einen Landmaschinenhändler, daneben existieren weitere Kleingewerbebetriebe und Handwerksbetriebe.

## Kirchen

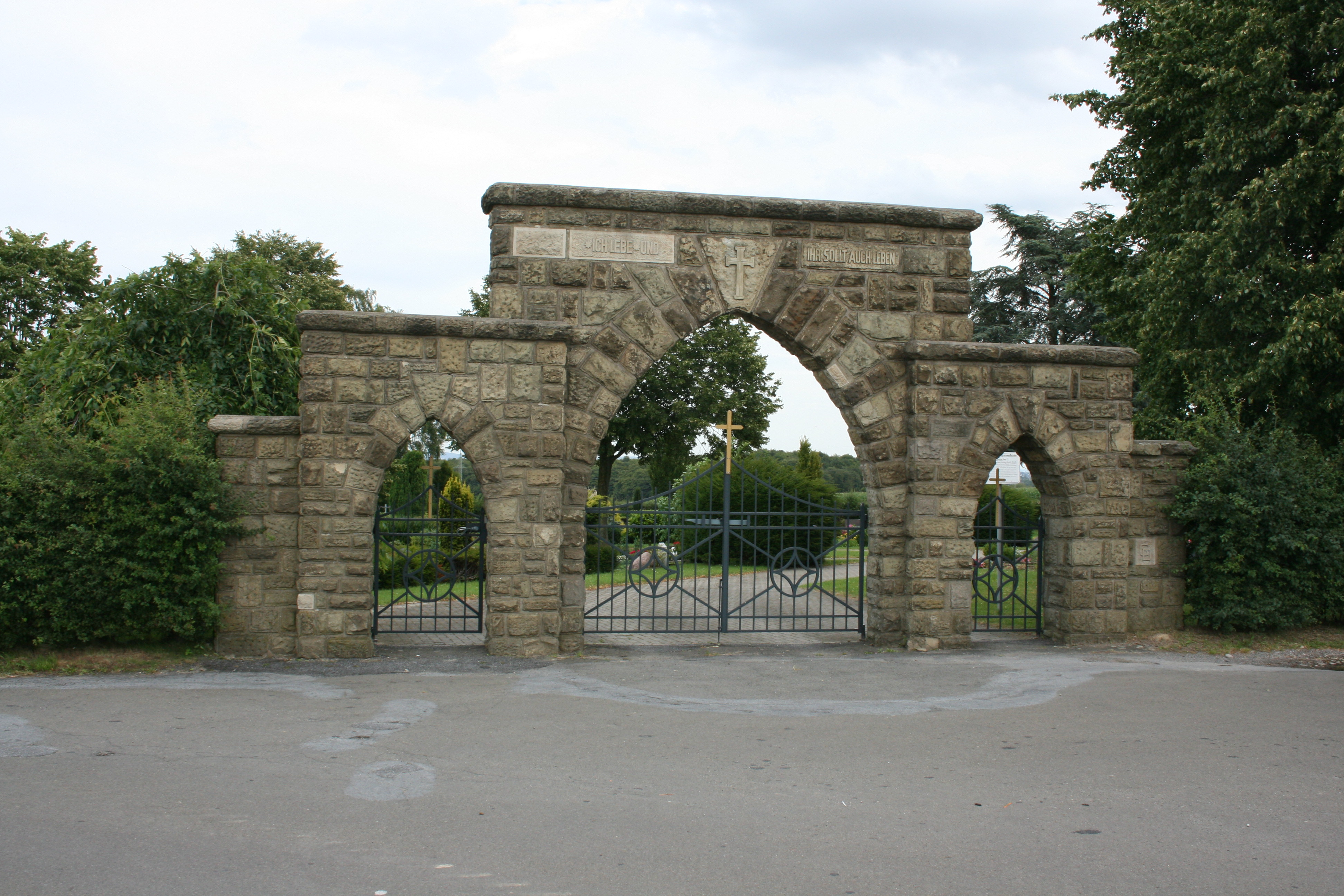
Markantes Bauwerk in Dreyen: Die Friedhofspforte

### Ev. Posaunenchor Westerenger-Dreyen
Gegründet wurde der Verein im Jahr 1911, nachdem bereits Posaunenchöre in den selbstständigen Kirchengemeinden Enger, Spenge, Wallenbrück und Jöllenbeck bestanden. Die Übungsstunden fanden in der Schule Westerenger I statt.

### Ev. Haus der Gemeinde
Das Haus der Gemeinde Dreyen wurde im Jahr 1974 erbaut. Es wird von der evangelisch-lutherischen Kirchengemeinde Enger unter anderem für besondere Gottesdienste benutzt. Daneben sind dort die Wichtelgruppe, der Frauenkreis und die Frauenhilfe beheimatet.

## Verkehr
Der Ort ist an den Öffentlichen Personennahverkehr durch die Buslinie 464 angebunden. Sie verbindet Dreyen einerseits mit der Nachbarstadt Spenge, andererseits mit dem Zentrum von Enger. Zwei Radrouten verlaufen durch den Ort: die grüne und die orangefarbene Route. Weiterhin verlaufen die Kreisstraße 19 und die Landstraße 712 durch den Ort.